# Fritz H. Frimmel
Fritz Hartmann Frimmel (* 24. November 1941 in Triebitz, Sudetenland), meist kurz Fritz H. Frimmel, ist ein deutscher Chemiker. Seit 1987 war er Inhaber des Lehrstuhls für Wasserchemie und Wassertechnologie am Karlsruher Institut für Technologie (früher TH Karlsruhe) (Engler-Bunte-Institut). Er war zugleiche Leiter der DVGW-Forschungsstelle für den Bereich Wasserchemie, die am  Engler-Bunte-Institut angesiedelt ist.

## Werdegang
Frimmel studierte von 1961 bis 1970 Chemie an der TU München, wo er im Jahr 1970 promoviert wurde.  Anschließend war er bis 1971 Postdoctoral Fellow am University College Dublin. Direkt danach, ab 1971 war er zunächst Lehrbeauftragter, dann ab 1981 Professor am Institut für Wasserchemie der TU München bei Karl-Ernst Quentin, wo er bis 1987 blieb. Im Jahr 1983 war er Forschungsstipendiat am Department of Environmental Sciences and Engineering an der University of North Carolina at Chapel Hill.
Ab 1987 war er Lehrstuhlinhaber des Lehrstuhls für Wasserchemie an der TH Karlsruhe, dem heutigen Karlsruher Institut für Technologie. Seine Forschungsgebiete lagen vor allem in der Wassertechnologie und der Chemie der Huminstoffe.
2004 erhielt er die Willy-Hager-Medaille.

## Ämter und Mitgliedschaften
- Mitglied der Trinkwasserkommission des Bundesministeriums für Gesundheit am Umweltbundesamt: 1988 bis 2008
- Vorsitzender der Wasserchemischen Gesellschaft, Fachgruppe in der Gesellschaft Deutscher Chemiker e.V. von 1992 bis 2003, heute Ehrenvorsitzender[1][2]
- Past President der International Humic Substances Society (IHSS) von 2000 bis 2001
- Herausgeber und Schriftleiter der internationalen Fachzeitschrift Acta hydrochimica et hydrobiologica von 1992 bis 2006.
- Senatsbeauftragter des Internationalen Seminars für Forschung und Lehre in Chemieingenieurwesen, Technischer und Physikalischer Chemie der Universität Karlsruhe (TH) bis 2005
- Mitglied der Senatskommissionen für Angelegenheiten und für Bewilligung von Sonderforschungsbereichen der Deutschen Forschungsgemeinschaft (DFG).
- Sprecher des Wissenschaftlichen Beirats der Gottlieb Daimler- und Karl Benz-Stiftung  seit 2006
- Stellvertretender Sprecher der Karlsruher Universitätsgesellschaft e.V. (KUG) seit 2004
- Leiter des Deutsch-Russischen Kollegs Karlsruhe (DRKK) von 1995 bis 2006
- Vorstand der Internationalen Akademie für Nachhaltige Entwicklungen und Technologien (IANET) : 1999 bis 2006

## Forschungsfelder/Tätigkeitsschwerpunkte
- Trinkwasseraufbereitung
- Abwasserbehandlung
- Wassertechnologie
- Integriertes Wasserressourcenmanagement